# Orobanche lutea
Espèce
Orobanche lutea (l'Orobanche jaune parfois appelée Orobanche rouge, traduction de son synonyme Orobanche rubens Wallr.) est une espèce de plantes herbacées parasites, sans chlorophylle, de la famille des Orobanchacées. 

## Synonymes
- Orobanche rubens WALLR.
- Orobanche alpigena K.KOCH.
- Orobanche lutea var. concreta  BECK.
- Orobanche prosgolica.

## Description
Hauteur de 10 à 50 cm.

## Biologie
Floraison de juin à juillet. Il parasite des espèces de la famille de fabacées, surtout des luzernes (Medicago).

## Habitats
Pelouses sèches mésophiles, champs de luzernes.

## Répartition
Europe centrale et du sud, Asie de l'ouest.

## Statuts de protection, menaces
L'espèce n'est pas encore évaluée pour la France par l'UICN, faute de données suffisantes: (DD).
L'espèce est en régression : elle a Disparu (RE) en Franche-Comté, région Centre et Champagne-Ardennes; elle est considérée Quasi menacée (NT), proche du seuil des espèces menacées ou qui pourrait être menacée si des mesures de conservation spécifiques n'étaient pas prises, dans la région Lorraine; elle est considérée Vulnérable (VU) en Aquitaine; elle est en Danger-critique (CR) en Bourgogne; n'est pas menacée en Alsace et Rhône-Alpes où elle est classée Espèce de préoccupation mineure (LC).